# FaroeJet
FaroeJet — бывшая фарерская авиакомпания, базировавшаяся в городе Сёрвагур (Sørvágur) в аэропорту Вагар, расположенном на одноимённом острове Воар. Это была вторая авиакомпания на Фарерских островах после Atlantic Airways. Авиакомпания прекратила свою деятельность 15 декабря 2006 года в связи с финансовыми трудностями.

## История
Между Фарерскими островами и Данией наблюдается регулярный пассажиропоток. Так, в 2004 году по этому маршруту было перевезено 140 тыс. человек. Традиционно воздушную связь между Фарерскими островами и Данией осуществляли две авиакомпании, но с 2004 года на этом направлении осталась работать лишь Atlantic Airways, которая имела тогда четыре самолёта BAe 146/Avro RJs. Чтобы изменить сложившуюся ситуацию и составить конкуренцию Atlantic Airways, трое бывших её сотрудников предложили в 2005 году группе инвесторов объединить свои усилия для создания FaroeJet. Всего в создании авиакомпании приняло участие 900 акционеров, которые внесли совокупный вклад в размере 50 млн датских крон. Руководство авиакомпании планировало перевезти 35 тыс. пассажиров за первый год деятельности.
Создана авиакомпания была 20 декабря 2005 года. Первый рейс был совершён по маршруту Копенгаген — Воар 15 мая 2006 года на самолёте AvroRJ 100, взятому в лизинг. Самолёт вылетел в 9:00 из Копенгагена, а в 10:25 приземлился в аэропорту Вагар. Обратный вылет с Фарерских островов был совершён в 11:30.
Владельцы авиакомпании:
- Safari Transport — 23 %
- Nordoya Sparkassi — 23 %
- Vatnsoyrar Snikkavirki — 14 %
- Sp/F JK Ibúdir — 9 %

В декабре 2006 года авиакомпания была объявлена банкротом. Окончательно деятельность авиакомпании прекращена с 1 января 2007 года. Все обязательства по запланированным рейсам, и в особенности по чартерным рейсам, взяла авиакомпания Atlantic Airways. Также авиакомпания приняла на работу некоторых бывших сотрудников Faroejet.

## Флот
За всё время существования авиакомпании Faroejet её парк воздушных судов состоял из одного самолёта Avro RJ 100 (OY-FJE; E3234), с конфигурацией для 1-го класса, вмещающий 94 пассажира. Этот самолёт, построенный в 1993 году, ранее принадлежал Turkish Airlines, а с 10 мая 2006 года зарегистрирован за Faroejet. Самолёт был взят авиакомпанией в лизинг у BAE Systems Regional Aircraft. Avro RJ 100 отлично подходил для осуществления деятельности в единственном аэропорту Фарерских островов, который отличается сложными условиями для авиационной деятельности и короткой взлётно-посадочной полосой.

## Маршрутная сеть
Рейсы осуществлялись ежедневно, кроме субботы, между Копенгагеном и островом Воар. По субботам руководство авиакомпании планировало осуществлять рейсы в другие европейские страны.

## Логотип

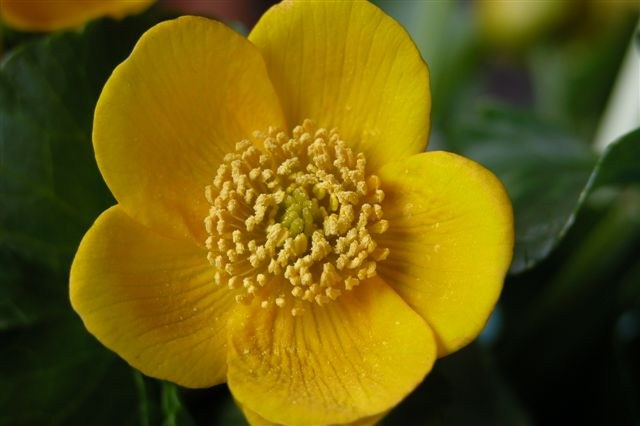
Цветок, изображённый на логотипе FaroeJet — является национальным цветком Фарерских островов

На логотипе FaroeJet был изображён стилизованный пятилистный цветок жёлтого цвета, именуемый sólja, и являющийся национальным цветком Фарерских островов. Обычно этим словом фарерцы называют калужницу болотную.